# 臺中彰化都會區

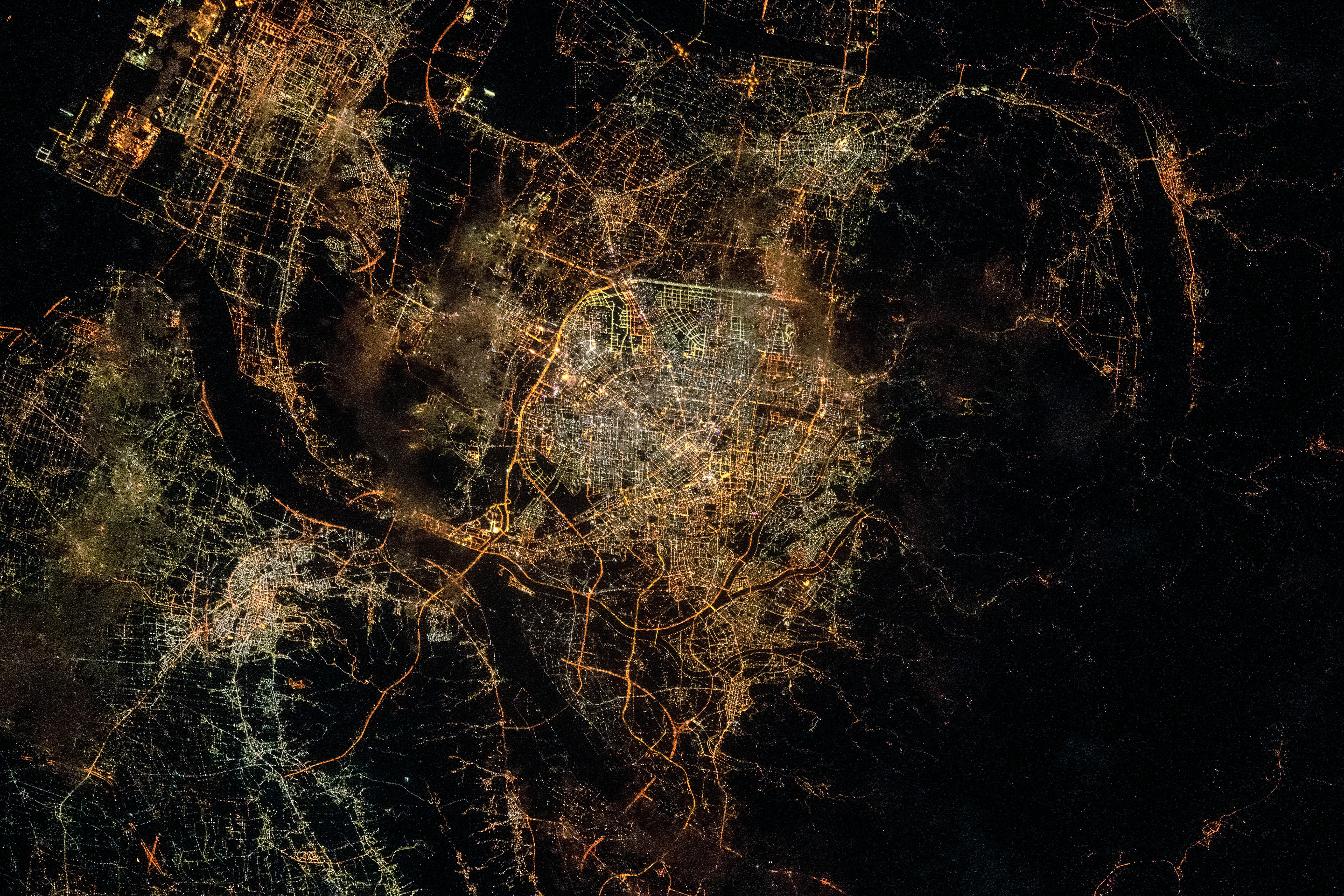
太空人佩斯凱於2021年自國際太空站拍攝的臺中都會區夜景，可見大肚山被臺中市區（中央）與海線地區（左上）的燈光包圍，臺中市區則隔大肚溪與西南邊的彰化市相望。中央偏右上方的人類聚居地是豐原區。

臺中都會區，或稱大臺中地區、臺中大都會區、大臺中都會區、臺中都市圈、中臺灣都會區，範圍包括臺中市以及彰化縣與南投縣的部分地區，在世界人口組織裡為世界排名第127大都會區，為臺灣第二大都會區，僅次於臺北都會區。
臺中都會區為過去中華民國之行政院主計處所定義的五個「大都會區」之一。不過，依據主計處在2010年5月18日發布的新聞稿，此定義範圍連同全台灣各種統計地區的分類定義，已在當年12月25日停止適用。
另由於彰化市為彰化縣首府，另有將彰化通勤圈獨立為一都會區之分類方式，惟此種說法並不常使用，多視為台中都會區內的一區域中心。

## 官方範圍劃定

### 主計處
據行政院主計處訂定「中華民國統計地區標準分類」之「臺灣地區都會區分類」，1980年至1991年之定義為不含彰化的「臺中大都會區」，如1985年出版之《中華民國臺灣地區聚居地、都市化地區及都會區分布圖》所示，當時總區域人口約102萬人。1991年後重新劃定的「臺中彰化大都會區」將彰化縣部分鄉鎮納入，並新增彰化市為另一中心城市，如下：
| 名稱             | 中心城市     | 衛星市鎮                                                               |
| ---------------- | ------------ | ---------------------------------------------------------------------- |
| 臺中彰化大都會區 | 臺中市       | 臺中縣：大里市、太平市、潭子鄉、大雅鄉、大肚鄉、龍井鄉、烏日鄉、霧峰鄉 |
| 臺中彰化大都會區 | 彰化縣彰化市 | 彰化縣：和美鎮、花壇鄉                                                 |

|  |

### 營建署
內政部營建署在1982年訂定的《臺灣中部區域計畫》中所定義的臺中都會區僅包括臺中市及周圍10來個鄉鎮市；至1996年修訂的《臺灣中部區域計畫（第一次通盤檢討）》、《臺中縣政府綜合發展計畫》中重新定義的臺中都會區，則擴及整個臺中縣市除了山區鄉鎮之外的範圍、以及彰化縣的北半部、南投縣部分地區，含中心城與衛星市鎮共35個市鄉鎮（1996年版所增範圍加註*）：
| 名稱       | 中心城市 | 衛星市鎮 |
| ---------- | -------- | --- |
| 臺中都會區 | 臺中市   | 臺中縣：清水區、沙鹿區、龍井區、梧棲區、大肚區、大里區、神岡區、大雅區、豐原區、潭子區、太平區、烏日區、霧峰區、石岡區*、新社區*、東勢區*、后里區*、外埔區*、大甲區*、大安區* |
| 臺中都會區 | 臺中市   | 彰化縣：彰化市*、和美鎮*、花壇鄉*、員林市*、大村鄉*、芬園鄉*、伸港鄉*、線西鄉*、鹿港鎮*、福興鄉*、埔鹽鄉*、秀水鄉*                                                            |
| 臺中都會區 | 臺中市   | 南投縣：南投市*、草屯鎮* |

## 人口
臺中彰化都會區（按照官方最後在1996年的定義範圍）的總人口2020年8月約有381.4萬人；總面積為1801.2517 km²；人口密度為每平方公里2,117.60人。各鄉鎮市區中，人口最多的是臺中市北屯區；次多的是臺中市西屯區；第三多的是彰化縣彰化市。

## 生活圈
依照臺灣省政府住宅及都市發展局與1983年行政院主計處所訂都會區範圍標準將臺灣中部分為：竹南頭份、苗栗、豐原、臺中、臺中港、埔里、南投、彰化、員林、二林、斗六、虎尾、北港等十三個地方生活圈。
其中以臺中市為中心都市的地方生活圈有：
- 臺中生活圈（都會型生活圈）
  - 豐原地方生活圈：臺中市豐原區、后里區、神岡區、石岡區、新社區、東勢區、和平區；苗栗縣卓蘭鎮。
  - 臺中地方生活圈：臺中市大里區、太平區、烏日區、霧峰區、潭子區、大雅區，屬大臺中都會區核心週邊的衛星城市。
  - 臺中港地方生活圈：臺中市清水區、梧棲區、外埔區、沙鹿區、龍井區、大肚區、大甲區、大安區[9]。苗栗縣苑裡、通霄。
  - 彰化地方生活圈：彰化縣彰化市、花壇鄉、芬園鄉、和美鎮、線西鄉、伸港鄉。
- 南投地方生活圈：南投縣南投市、草屯鎮、名間鄉、中寮鄉；彰化縣芬園鄉（經濟上與南投縣草屯較有密切關聯）。
- 鹿港地方生活圈：彰化縣鹿港鎮、福興鄉、秀水鄉、埔鹽鄉。
- 員林地方生活圈：彰化縣員林市、溪湖鎮、田尾鄉、埔心鄉、大村鄉、永靖鄉
- 田中地方生活圈：彰化縣田中鎮、二水鄉、社頭鄉、溪州鄉、北斗鎮、埤頭鄉、雲林縣[10]。